# День короля
День короля (нід. Koningsdag) або День королеви (нід. Koninginnedag) — нідерландське національне свято, яке відзначається в день народження короля і, крім Нідерландів, також відзначається на Арубі, Кюрасао та Сінт-Мартені. Наразі відзначається 27 квітня щороку, в день народження теперішнього короля Віллема-Олександра, проте якщо День короля припадає на неділю, то святкування переноситься на 26 квітня.

## Святкування
Свято дня короля також розглядається як день національної єдності та солідарності. В цей день нідерландці одягають одяг помаранчевого кольору, який є символом Оранської династії. Також свято відоме завдяки «вільним ринкам» (vrijmarkt), які влаштовуються по всій країні та на яких будь-хто може вільно продавати свої товари. У багатьох містах влаштовуються концерти з різною музикою. Всюди можна зустріти вуличних музикантів. У деяких містах, зокрема, в Гаазі також відзначається ніч напередодні Дня короля — так звана Королівська ніч (Koningsnacht).

## Історія
Традиція святкування Дня короля бере початок у 1885 році. Тоді Ліберальна партія Нідерландів вирішила призначити день народної єдності. 31 серпня був відсвяткований День принцеси, оскільки на той час наступницею престолу була Вільгельміна Оранська. Коли вона зійшла на престол, свято перейменували на День королеви. На відміну від наступних правителів, Вільгельміна не відвідувала святкувань Дня королеви.
Коли у 1948 році на престол зійшла королева Юліана. Свято Дня королеви було перенесене на день народження королеви — 30 квітня. Привітання королева приймала у палаці Сустдейк. Дочка Юліани Беатрікс вирішила не змінювати дату святкування Дня королеви в пам'ять про матір та оскільки її власний день народження, 31 січня, був би не зручним днем святкування. За Беатрікс в День королеви вона проїжджала у двох містах на золотій кареті, а ті, хто зібрався, вітали королеву.
У 2013 році в День королеви Беатрікс зреклась престолу на користь сина Віллема-Олександра. Відтоді свято на честь монарха святкується як День короля щороку 27 квітня. У 2014 році 27 квітня припало на неділю, у зв'язку з чим святкування Дня короля перенесено на суботу, 26 квітня.

### Інциденти
Під час святкування Дня королеви 30 квітня 2009 року в Апелдорні 38-річний безробітний чоловік Карст Татес, їдучи на автомобілі, направив кермо на натовп людей. Семеро осіб загинули, одинадцятеро — отримали травми. Сам Татес помер від отриманих травм. Ймовірно, ціллю чоловіка була тодішня королева Нідерландів Беатрікс. Цей інцидент був першим і єдиним замахом на королівську сім'ю Нідерландів в новітній історії.

## Галерея
- Святкування Дня королеви у 1932 році

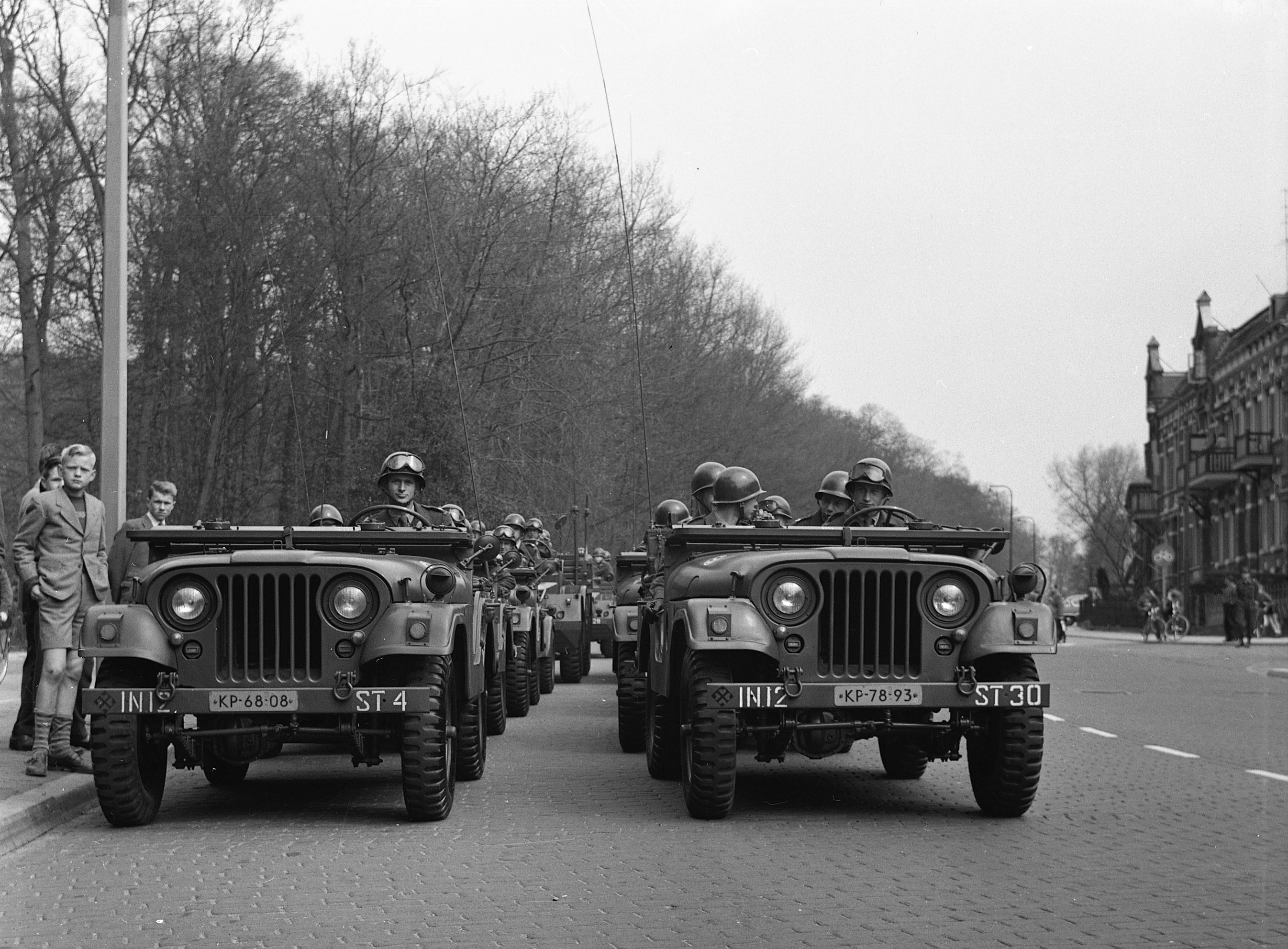
Військовий парад у Арнемі, 1958
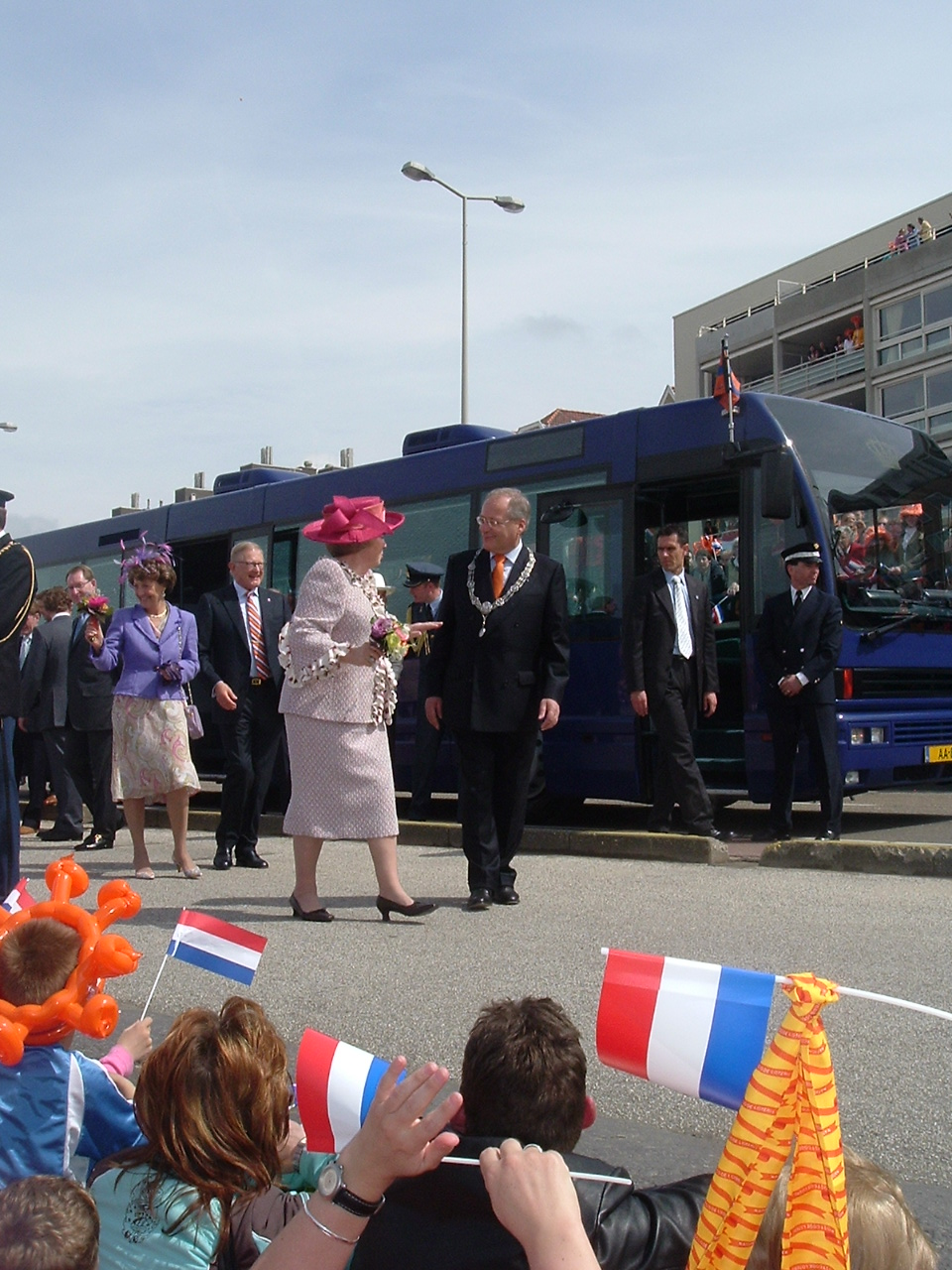
Королева Беатрікс та мер Гааги під час святкування Дня королеви, 2005
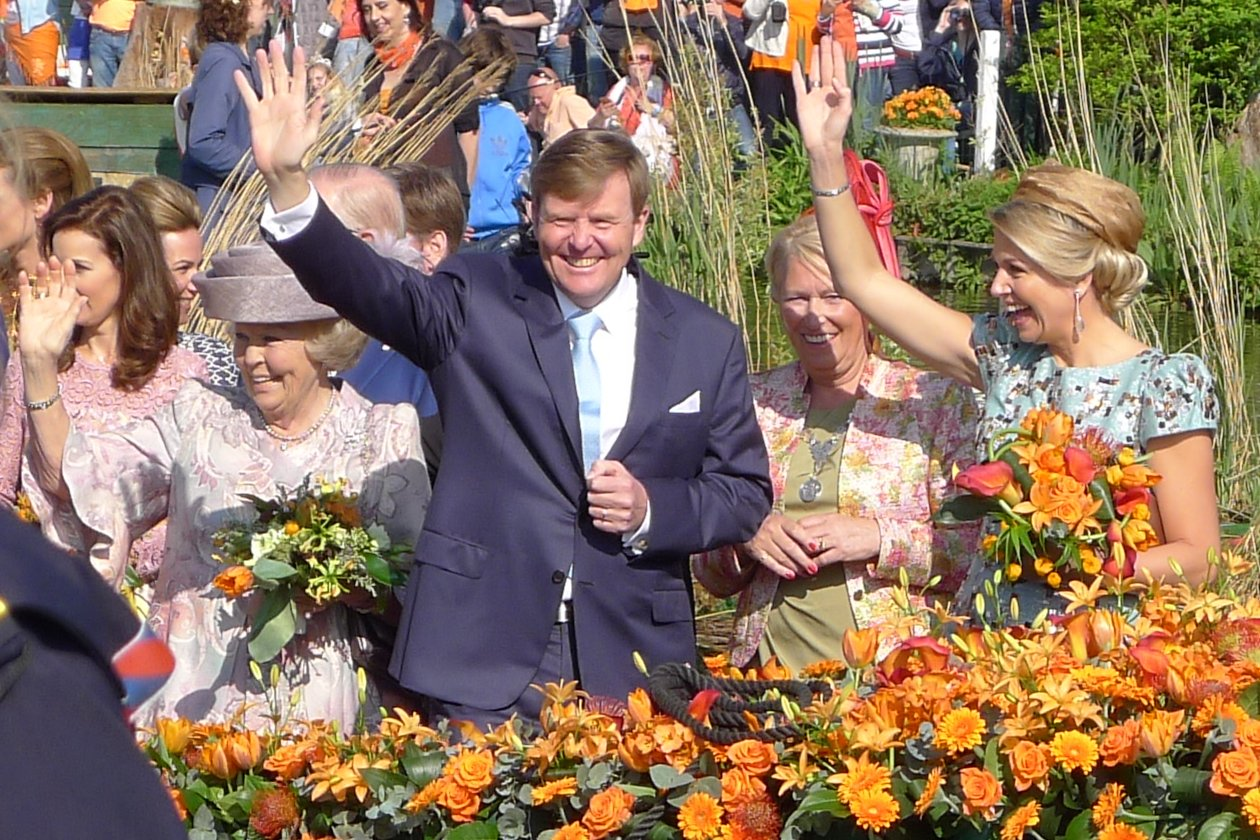
Святкування Дня короля, 2014